# Aalst
För andra betydelser, se Aalst (olika betydelser).

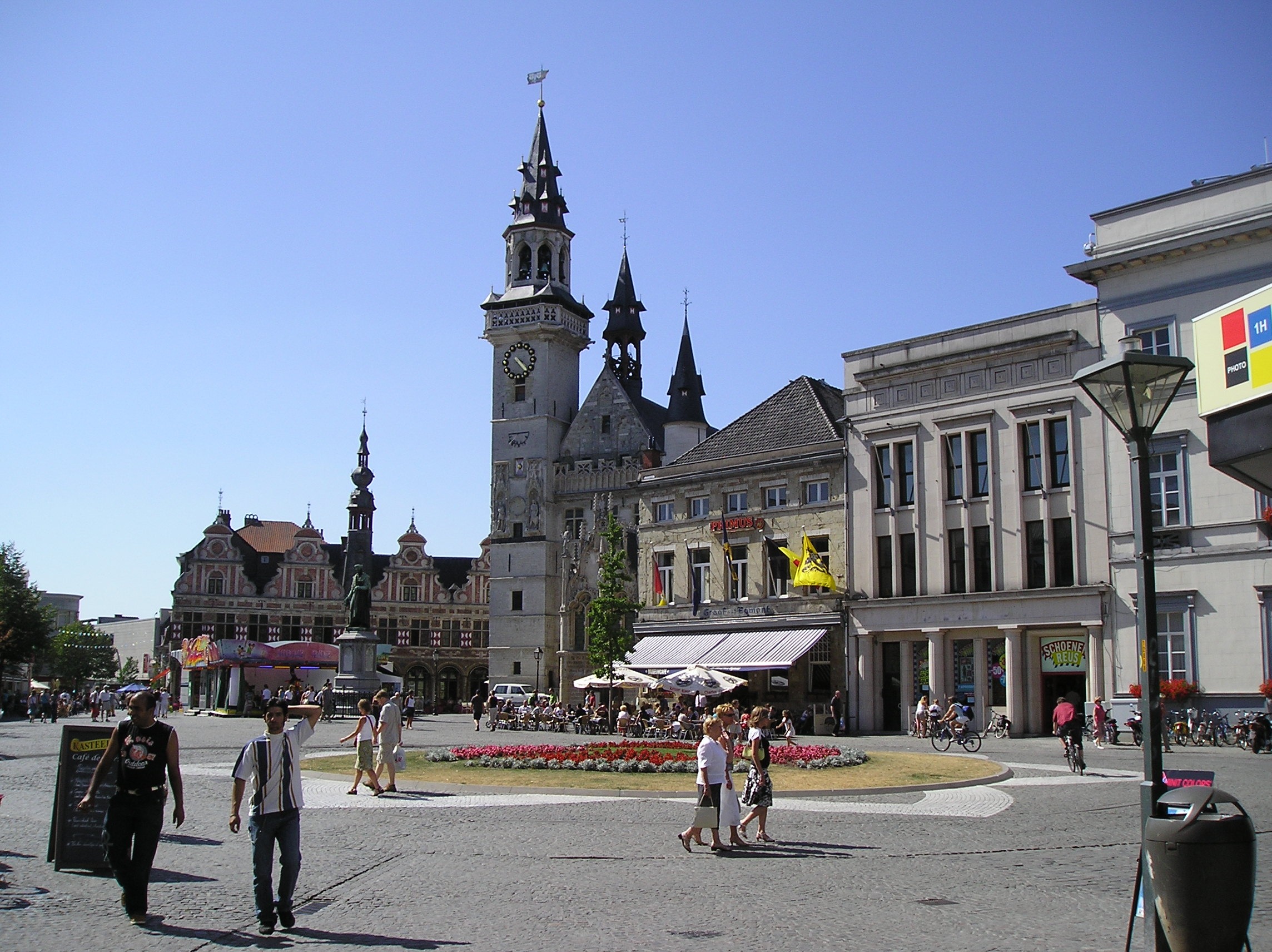
Stora torget i Aalst.

Aalst (franska: Alost) är en stad och kommun i provinsen Östflandern i regionen Flandern i Belgien. Staden ligger 20 km nordväst om Bryssel vid floden Dender (Dendre). Aalst hade 85 697 invånare (2017).
Staden har textilindustri och bryggerier samt en del möbel- och skofabriker. Den har också handel med humle och oljeväxter, som odlas i trakten. Aalst var tidigare känd för sin hästuppfödning.
Staden, som växte fram på 1000-talet efter den gamla handelsvägen mellan Brygge och Köln, har en rad välbevarade medeltidsbyggnader. I den gotiska S:t Martinskyrkan, uppförd 1481-1566, finns ett av Europas äldsta klockspel.

## Personligheter
- Pieter van Aelst, konstnär.
- Jean-Marie Pfaff, belgisk fotbollsspelare.
- Marc Sergeant, tävlingscyklist.
- Adolf Daens, präst, politiker.